# Camille Dimmer
Camille Dimmer (Clervaux, 1939. április 20. – 2023. szeptember 20.) válogatott luxemburgi labdarúgó, csatár, politikus.

## Sportpályafutása

### Klubcsapatban
1957 és 1959 között a FC Claravallis labdarúgója volt. 1959–60-ban a belga Anderlecht, majd 1960 és 1966 között a Crossing Elewijt csapatában szerepelt. 1966–67-ben a Red Boys Differdange együttesében fejezte be az aktív játékot.

### A válogatottban
1957 és 1967 között 23 alkalommal szerepelt a luxemburgi válogatottban és nyolc gólt szerzett. Tagja volt az 1964-ben a Európai Nemzetek Kupájában a negyeddöntőig eljutó csapatnak.

## Politikusi pályafutása
1984 és 1994 között a Keresztényszociális Néppárt (CSV) képviselőjeként a Képviselőház tagja volt. 1990 és 1995 között a CSV főtitkáraként tevékenykedett. 1989 és 1994 között az Európa Tanács Parlamenti Közgyűlésének a póttagja volt.

## Sikerei, díjai
Luxemburg
- Európai Nemzetek Kupája
  - negyeddöntős: 1964